# Krakowski Dom Aukcyjny
Krakowski Dom Aukcyjny - dom aukcyjny z siedzibą w Krakowie przy ul. Starowiślnej 14, zajmujący się sprzedażą i obrotem dzieł sztuki oraz organizacją aukcji, funkcjonujący na polskim rynku sztuki dawnej i współczesnej od 2019 roku.
Założycielem oraz dyrektorem Krakowskiego Domu Aukcyjnego jest Ryszard Lachman, członek Stowarzyszenia Antykwariuszy i Marszandów Polskich (obecnie pełniący funkcję przewodniczącego komisji rewizyjnej SAiMP), założyciel Galerii Sztuki ATTIS oraz kolekcjoner sztuki.
Krakowski Dom Aukcyjny, począwszy od 2019 roku, regularnie organizuje kilka aukcji dzieł sztuki rocznie, w tym licytacje tematyczne, mające również na celu popularyzację sztuki danych artystów (m.in. Wlastimila Hofmana) czy nurtów (np. sztuki ludowej i prymitywnej). W historii notowań Krakowskiego Domu Aukcyjnego pojawiają się wybitne nazwiska z historii sztuki polskiej, takie jak: Henryk Siemiradzki, Jan Matejko, Teodor Axentowicz, Jacek Malczewski, Edward Dwurnik czy Stefan Gierowski. Na aukcjach Krakowskiego Domu Aukcyjnego padło również kilka rynkowych rekordów sprzedaży, m.in. w kontekście obrazu Romana Zakrzewskiego (rekord od maja 2020 do lutego 2022) oraz najdrożej sprzedanej akwareli Sotera Jaxa-Małachowskiego. 
W pierwszym półroczu 2021 roku Krakowski Dom Aukcyjny pojawił się w sporządzonym przez portal Artinfo rankingu 10. domów aukcyjnych w Polsce z największymi obrotami.